# Therapy?
Therapy? to grupa muzyczna wykonująca nowoczesny i oryginalny ciężki rock oparty na riffach gitarowych. Powstała 1989 roku w Irlandii Północnej z inicjatywy pochodzącego z Ballyclare gitarzysty i wokalisty Andyego Cairnsa oraz perkusisty Fyfe Ewinga pochodzącego z Larne, skład grupy uzupełnił ponadto basista Michael McKeegan z którym grupa w dwa lata od powstania zrealizowała debiutancki album pt. Babyteeth. Zespół występuje nieprzerwanie do dziś, na przestrzeni 20 lat istnienia zespół wydał piętnaście albumów studyjnych oraz wiele singli.

## Dyskografia

### Albumy
| Rok                            | Tytuł                                                                              | Pozycja na liście | Pozycja na liście | Pozycja na liście | Pozycja na liście | Pozycja na liście | Pozycja na liście | Pozycja na liście | Pozycja na liście |
| Rok                            | Tytuł                                                                              | NZL               | DEU               | BEL               | FIN               | NLD               | SWE               | AUT               | FRA               |
| ------------------------------ | ---------------------------------------------------------------------------------- | ----------------- | ----------------- | ----------------- | ----------------- | ----------------- | ----------------- | ----------------- | ----------------- |
| 1991                           | Babyteeth - Data: 15 lipca 1991 - Wydawca: Wiiija Records                          | —                 | —                 | —                 | —                 | —                 | —                 | —                 | —                 |
| 1992                           | Pleasure Death - Data: 27 stycznia 1992 - Wydawca: Wiiija Records                  | —                 | —                 | —                 | —                 | —                 | —                 | —                 | —                 |
| 1992                           | Nurse - Data: 17 października 1992 - Wydawca: A&M Records                          | —                 | —                 | —                 | —                 | —                 | —                 | —                 | —                 |
| 1994                           | Troublegum - Data: 7 lutego 1994 - Wydawca: A&M Records                            | 44                | 20                | —                 | —                 | 19                | 5                 | 24                | —                 |
| 1995                           | Infernal Love - Data: 12 czerwca 1995 - Wydawca: A&M Records                       | 48                | 20                | 5                 | 10                | 33                | —                 | 21                | —                 |
| 1998                           | Semi-Detached - Data: 30 marca 1998 - Wydawca: A&M Records                         | —                 | 42                | 14                | 24                | 50                | 35                | 31                | 47                |
| 1999                           | Suicide Pact – You First - Data: 18 października 1999 - Wydawca: Ark 21 Records    | —                 | —                 | 44                | —                 | —                 | —                 | —                 | —                 |
| 2001                           | Shameless - Data: 3 września 2001 - Wydawca: Ark 21 Records                        | —                 | —                 | —                 | —                 | —                 | —                 | —                 | —                 |
| 2003                           | High Anxiety - Data: 5 maja 2003 - Wydawca: Spitfire Records                       | —                 | —                 | 50                | —                 | —                 | —                 | —                 | —                 |
| 2004                           | Never Apologise Never Explain - Data: 27 września 2004 - Wydawca: Spitfire Records | —                 | —                 | —                 | —                 | —                 | —                 | —                 | —                 |
| 2006                           | One Cure Fits All - Data: 24 kwietnia 2006 - Wydawca: Spitfire Records             | —                 | —                 | 56                | —                 | —                 | —                 | —                 | —                 |
| 2009                           | Crooked Timber - Data: 23 marca 2009 - Wydawca: Demolition Records                 | —                 | —                 | 98                | —                 | —                 | —                 | —                 | —                 |
| 2012                           | A Brief Crack of Light - Data: 6 lutego 2012 - Wydawca: Blast Records              | —                 | —                 | —                 | —                 | —                 | —                 | —                 | —                 |
| 2015                           | Disquiet - Data: 31 marca 2015 - Wydawca: Amazing Records                          | —                 | —                 | —                 | —                 | —                 | —                 | —                 | —                 |
| 2018                           | Cleave - Data: 21 września 2018 - Wydawca: Marshall Records                        | —                 | —                 | —                 | —                 | —                 | —                 | —                 | —                 |
| 2023                           | Hard Cold Fire - Data: 5 maja 2023 - Wydawca: Marshall Records                     | —                 | —                 | —                 | —                 | —                 | —                 | —                 | —                 |
| "—" pozycja nie była notowana. |                                                                                    |                   |                   |                   |                   |                   |                   |                   |                   |

### Kompilacje
| 2000                           | So Much For The Ten Year Plan: A Retrospective 1990-2000 - Data: 2 października 2000 - Wydawca: Ark 21 Records | 10 |
| 2007                           | Music Through A Cheap Transistor: The BBC Sessions - Data: 26 lutego 2007 - Wydawca: Universal Records         | —  |
| "—" pozycja nie była notowana. | |    |

### Albumy koncertowe
| Rok  | Tytuł                                                                |
| ---- | -------------------------------------------------------------------- |
| 2010 | We're Here to the End - Data: 29 marca 2010 - Wydawca: Blast Records |

### Single
| 1990                           | "Meat Abstract"                            | — | —  | —  | —  | —  |
| 1992                           | "Teethgrinder" (1992)                      | — | —  | —  | —  | —  |
| 1993                           | "Shortsharpshock" (E.P.)                   | — | —  | 22 | —  | —  |
| 1993                           | "Face the Strange" (E.P.)                  | — | —  | —  | —  | —  |
| 1993                           | "Opal Mantra"                              | — | —  | 30 | —  | —  |
| 1994                           | "Nowhere"                                  | — | 43 | —  | —  | —  |
| 1994                           | "Trigger Inside"                           | — | —  | —  | —  | —  |
| 1994                           | "Die Laughing"                             | — | —  | —  | —  | —  |
| 1994                           | "Isolation"                                | — | —  | —  | —  | —  |
| 1994                           | "Femtex"                                   | — | —  | —  | —  | —  |
| 1995                           | "Stories"                                  | — | —  | —  | —  | —  |
| 1995                           | "Loose"                                    | — | —  | —  | —  | —  |
| 1995                           | "Diane"                                    | 5 | 30 | 8  | 14 | 10 |
| 1996                           | "Stories"                                  | — | —  | —  | —  | —  |
| 1996                           | "Bad Mother"                               | — | —  | —  | —  | —  |
| 1998                           | "Church of Noise"                          | — | —  | —  | —  | —  |
| 1998                           | "Lonely, Cryin’, Only"                     | — | —  | —  | —  | —  |
| 2000                           | "Hate Kill Destroy"                        | — | —  | —  | —  | —  |
| 2000                           | "Bad Karma Follows You Around"             | — | —  | —  | —  | —  |
| 2001                           | "Gimme Back My Brain"                      | — | —  | —  | —  | —  |
| 2001                           | "I Am the Money"                           | — | —  | —  | —  | —  |
| 2003                           | "If It Kills Me/Rust"                      | — | —  | —  | —  | —  |
| 2003                           | "My Voodoo Doll"                           | — | —  | —  | —  | —  |
| 2005                           | "Polar Bear/Rock You Monkeys"              | — | —  | —  | —  | —  |
| 2006                           | "Rain Hits Concrete" (E.P.)                | — | —  | —  | —  | —  |
| 2009                           | "Crooked Timber"                           | — | —  | —  | —  | —  |
| 2010                           | "Exiles"                                   | — | —  | —  | —  | —  |
| 2012                           | "Living In The Shadow Of A Terrible Thing" | — | —  | —  | —  | —  |
| "—" pozycja nie była notowana. |                                            |   |    |    |    |    |